# احسان نراقی
احسان‌الله نراقی تهرانی (۲۲ شهریور ۱۳۰۵ – ۱۲ آذر ۱۳۹۱) مشاور فرح پهلوی، پژوهشگر ایرانی حوزهٔ فلسفه و جامعه‌شناسی بود.
نراقی تنها فرد ایرانی است که معاونت یونسکو را بر عهده داشت. . نراقی از نوادگان ملامهدی فاضل نراقی بود و از نظریه‌پردازان حزب رستاخیز و به‌عنوان مشاور ساواک با نصیری و پاکروان همکاری می‌کرد. وی بعد از انقلاب ۱۳۵۷ دستگیر و پس از چندی از زندان آزاد و از ایران خارج شد.

## زندگی
نیاکان و خویشاوندان پدری احسان نراقی از روحانیان شیعه بودند. پدر وی، حسن نراقی (معروف به شیخ حسن یا آقاحسن) فرزند میرزا محمدحسین نراقی بوده است.
وی از نوادگان ملامهدی فاضل نراقی، صاحب کتاب جامع‌السعادات بود. با این حال حسن نراقی در سال ۱۳۱۴ لباس روحانیت را کنار گذاشت. وی در سال ۱۲۹۶ با دختر میرسعید خان مشیرالسلطان به نام رخشنده گوهر مشیری (زاده ۱۲۷۸ و معروف به قمرالسادات و منیراعظم) ازدواج کرد.
رخشنده با آیت‌الله سید ابوالقاسم کاشانی رابطهٔ خویشاوندی داشت. از این ازدواج، دو دختر به نام‌های ناهید (۱۳۰۲) و فروهر (۱۳۰۷) و یک پسر به نام احسان‌الله (متولد ۱۳۰۵) حاصل شد. حسن نراقی در سال ۱۳۴۳ با ربابه انصاری ازدواج کرد که ثمرهٔ این ازدواج فرزندی به نام محسن نراقی شد.

### تحصیلات
نراقی تحصیلات مقدماتی را تا کلاس یازدهم در مدرسهٔ پهلوی کاشان و به گفتهٔ خودش تحت‌تأثیر «تربیتی متمایل به غرب» گذراند. سال دوازدهم را در دارالفنون تهران به پایان رساند.
ابتدا دو سال در دانشگاه تهران به تحصیل حقوق پرداخت و سپس به توصیهٔ پدرش برای ادامهٔ تحصیل راهی سوئیس شد. او لیسانس جامعه‌شناسی را از دانشگاه ژنو در سوئیس دریافت کرد و پس از دو سال اقامت در تهران، موفق به اخذ بورس تحصیلی در مقطع دکترا از دانشگاه سوربن فرانسه گردید.

### ازدواج
احسان نراقی در سال ۱۳۳۸ با آنژل عرب‌شیبانی ازدواج کرد. آنژل فرزند اسدالله‌خان عرب‌شیبانی در چهارم تیرماه ۱۳۱۵ در شیراز متولد شد. خانواده عرب‌شیبانی از خانواده‌های شناخته‌شدهٔ شیراز به‌شمار می‌آیند. پدربزرگ آنژل، امیر سلیم‌خان عرب، عمده مالک و رئیس ایل عرب، دارای هفت فرزند بود.
محمدحسین‌خان قمرالملوک که با پسرعمه‌اش یاور محمدتقی‌خان عرب ازدواج کرد؛ محمدتقی‌خان از رؤسای نظمیهٔ جنوب که در درگیری‌های لارستان کشته شد؛ فرج‌الله‌خان که به درجهٔ سرگردی در ارتش نائل آمد و معاون سرتیپ شهاب فرماندهٔ دانشکده افسری بود.
عباسقلی خان عرب شیبانی، نمایندهٔ دوره‌های ۱۵، ۱۶، ۱۸ و ۱۹ مجلس شورای ملی از فسا و دروهٔ ۲۰ از استهبان و نیریز بود؛ اسدالله‌خان (پدر آنژل) ملک‌دار؛ فرج‌الله خان، سرهنگ ارتش و دارای تحصیلات عالیه نظامی، مسعودخان؛ و آخرین فرزند خانواده، خانم قیدافه بود. به هر روی، ثمرهٔ ازدواج احسان نراقی و آنژل عرب شیبانی سه فرزند پسر به نام‌های بهمن (۱۳۳۹)، بهرام (۱۳۴۵) که بعداً به طرز مشکوکی در حادثهٔ شنا در جنوب اسپانیا غرق شد و امین (۱۳۵۶) است.

### فعالیت‌های پیش از انقلاب
در مدت تحصیل و اقامت در سوئیس به عنوان یکی از عناصر فعال در فعالیت‌های کمونیستی شهرت یافت. وی در سال ۱۳۲۸ در فستیوال جوانان کمونیست در بوداپست شرکت نمود و در سال ۱۳۲۰ نیز ریاست هیئت ایرانی شرکت‌کننده در برلین شرقی را بر عهده داشت.
او پس از فراغت از تحصیل، به عنوان کارشناس خاورمیانه و ایران در یونسکو مشغول کار شد و ضمن اعلام انزجار از نظرات و عقاید توده‌ای و کمونیستی خود، اعلام کرد که ترویج مرام کمونیستی در ایران ممکن نیست و بهترین حکومت در ایران مشروطه سلطنتی است.
در جریان ملی شدن صنعت نفت روابط خود را با آیت‌الله کاشانی (که از اقوام وی بود) گسترش داد و به نوعی عامل دولت محمد مصدق در سوئیس گردید. با گزارش‌های او سفیر ایران در سوئیس تعویض شد.
بازگشت او به ایران در سال ۱۳۳۱ در اوج اقتدار ملّیّون، وی را به رابط غیررسمی میان مصدق و کاشانی و گاهی مترجم کاشانی در برخورد با خبرنگاران تبدیل کرد. نراقی با ورود به حلقهٔ قدرت توانست از طریق غلامحسین صدیقی در دانشگاه تهران مشغول به کار شود و همزمان با کمک او و علی‌اکبر سیاسی موفق شد مؤسسه مطالعات و تحقیقات اجتماعی را بنیان‌گذاری کند و مدت ۱۲ سال مدیریت آن را بر عهده داشته باشد. این مؤسسه علاوه بر انتشار کتاب‌های متعدد به‌خصوص در زمینهٔ علوم اجتماعی، در تهیه و تدوین طرح جامع کلان‌شهرهایی همچون تهران و شیراز نقش داشت.
او که از منسوبان فرح پهلوی بود و با وی نسبت خانوادگی داشت، سال‌ها به عنوان مشاور فرح دیبا فعالیت می‌نمود. حمایت حکومت پهلوی از او در آن مقطع برای مقابله با افکار چپ بود. او در اواخر رژیم پهلوی هشت نشست خصوصی نیز با محمدرضا شاه پهلوی داشت و به مشاوره او پرداخت. عمده‌ترین مسئولیت‌های وی پیش از انقلاب اسلامی ایران به این شرح بوده است.
- مدیریت «مؤسسه مطالعات و تحقیقات اجتماعی»
- تصدی «ادارهٔ جوانان» سازمان آموزش علمی و فرهنگی ملل متحد «یونسکو»
- ریاست «مؤسسه تحقیقات و برنامه‌ریزی علمی و آموزشی کشور»

به گفته وی، او همواره برای سران نظام پهلوی مشاوری منتقد بوده است. او همچنین در داخل کشور با اعضای حزب ملت ایران و در خارج با عناصر جبههٔ ملی سوم در ارتباط بود. سازمان امنیت و اطلاعات رژیم پهلوی (ساواک) در سال ۱۳۵۲ چنین دربارهٔ وی نوشته است: «نامبرده فردی است شهرت‌طلب که دارای زیربنای فکری متمایل به چپ بوده و احتمالاً از طرف یکی از کشورهای غربی تقویت و مورد استفاده واقع می‌شود و تلاش دارد برای به دست آوردن مشاغل بهتر در آینده، خود را به مقامات مؤثر کشور نزدیک کند.» در ادامهٔ این گزارش می‌افزاید که «تمجید از نامبرده زیانی نخواهد داشت و می‌تواند بلندگوی تبلیغاتی موافق باشد.» حسن حبیبی، ابوالحسن بنی‌صدر و صادق قطب‌زاده معروف‌ترین شاگردان وی بوده‌اند.

#### نراقی و رژیم پهلوی
در میان نظریه‌پردازان عصر پهلوی احسان نراقی چهره‌ای آشناست. وی از معدود اندیشمندانی محسوب می‌شود که به‌رغم برخی انتقاداتش از روش سیاسی حاکم بر دورهٔ پهلوی، هرگز با حاکمیت وقت از در مخالفت وارد نشد و تا واپسین ماه‌های حضور شاه در ایران، چندین بار با او ملاقات کرد و شاید به نوعی امیدوار بود تا توصیه‌های او کورسویی برای نجات کشتی طوفان‌زدهٔ در حال احتضار رژیم پهلوی باشد.
نراقی در آثارش مدعی شده است که رژیم پهلوی قابلیت لازم برای اصلاح‌پذیری را داشت؛ ولی تلاش لازم برای بهره‌گیری از این پتانسیل صورت نگرفت. نراقی دلیلی برای این ادعای خود ارائه نمی‌کند. احسان نراقی تا واپسین روزهای حیات نظام شاهنشاهی از آسیب‌شناسان و نظریه‌پردازان جدی رژیم باقی ماند و هیچ‌گاه شاه و رژیم او را از توصیه‌ها و چاره‌سازی‌های راهبردی خود محروم نساخت.
وی به گفتهٔ خویش در سال آخر حیات رژیم پهلوی هشت مرتبه با شاه دیدار و گفت‌وگو می‌کند. در قسمت اول کتاب از کاخ شاه تا زندان اوین دلیل ملاقات‌ها و گفت‌وگوهای خود با شاه را سعی در مجاب‌ساختن شاه دربارهٔ اقدام به پاره‌ای اصلاحات و گردن‌نهادن به قانون اساسی ذکر می‌کند و همچنین اشاره کرده است که در ضمن آن نقاط ضعف رژیم در زمینه‌های عدم‌شناخت صحیح جامعه و نیروهای تشکیل‌دهندهٔ آن به ویژه قدرت و نفوذ روحانیت، ترویج فرنگی‌مآبی، فقدان فضای باز سیاسی، دادن امتیازهای گوناگون به غربی‌ها، حیف‌ومیل بیت‌المال در اموری همچون جشن‌های دو هزار و پانصد ساله، گسترش فساد و رشوه‌خواری در اطرافیان شاه و بنیاد پهلوی و… را گوشزد کرده است.
نراقی به‌عنوان مشاور و تحلیلگر مسائل سیاسی ایران در این ملاقات‌های مکرر با محمدرضا شاه، معتقد بود. شاه با ارائهٔ یک فلسفهٔ سیاسی نوین می‌تواند به حکومت خود ادامه دهد. وی هرگونه مذاکره با خمینی را بی‌فایده می‌دانسته است. طرفداران نراقی مدت‌ها برای رسیدن وی به وزارت تلاش کردند، لیکن هر بار به عللی این کار منتفی می‌شده است.
نراقی ارتباط بسیار وسیع و صمیمانه‌ای با دست‌اندرکاران رژیم پهلوی داشت که این ارتباط شامل رؤسای سازمان امنیت و اطلاعات (ساواک) و نخست وزیران رژیم نیز می‌شد به گونه‌ای که برخی وی را دولت در سایهٔ ایران عصر پهلوی نامیده‌اند. ابراهیم نبوی در کتاب در خشت خام، به نقل در مورد احسان نراقی گفته است: «او یک بورژوای تمام عیار بود، نیمی از وقت او به سلطنت و نیم دیگر وقتش به تحقیقات اجتماعی می‌گذشت».
وی همچنین ارتباط بسیار گرم و صمیمی با علی امینی داشت و دیدارهای بسیاری با وی داشت. گاه این دیدارها به صورت مستمر و مداوم صورت می‌گرفت که در طی آن به اظهارنظر در مورد مسائل کشور و مشکلات داخلی پرداخته می‌شد.
احسان نراقی بارها در جلسات حزب مردم شرکت می‌نمود که یک مورد از آن در مورد مطالبات کارگرانی بود که از حزب داشتند و در جلسه‌ای با حضور احسان نراقی به مشکلات آن‌ها رسیدگی گردید.
یکی از اقدامات رژیم پهلوی در سال ۱۳۵۳ تأسیس حزبی به نام رستاخیز ملت ایران بود که برای نخستین بار در تاریخ سیاسی ایران، نظام تک‌حزبی بر مردم تحمیل شد و شاه خود در مصاحبه‌ای گفت که هر کس وارد حزب نگردد، دو راه بیشتر ندارد: «این فرد یا وابسته به یکی از سازمان‌های غیرقانونی است و به بیان دیگر، یک خائن است و جایش در زندان است. راه دیگر این که، بدون پرداخت عوارض خروج از کشور، کشور ایران را ترک کند؛ زیرا او ایرانی محسوب نمی‌شود.»
از همان نخستین روزهای آغاز فعالیت حزب رستاخیز، گروهی از اندیشه‌پردازان مدافع رژیم پهلوی در نشریات مختلف به انحاء مختلف کوشیدند از منظر سیاسی، اجتماعی و نیز فلسفی علت وجودی و ضرورت تاریخی تأسیس حزب رستاخیز را تئوریزه کنند. در میان این نظریه‌پردازان نام احسان نراقی نیز به چشم می‌خورد. هنگامی که حزب رستاخیز به یکباره جانشین احزاب سیاسی پیشین شد، احسان نراقی از جمله افرادی بود که به این پدیده، روی خوش نشان داد و آن را در راستای پیشبرد اهداف رژیم پهلوی مفید ارزیابی کرد. همچنان که در روزنامه آیندگان، مطلبی به نقل از وی به چاپ رسید که اقدام شاه در تأسیس حزب رستاخیز را به فال نیک گرفته بود.

### پس از انقلاب
با وقوع انقلاب اسلامی ایران، نراقی سه بار دستگیر، زندانی و پس از احراز بی‌گناهی آزاد شد. از آن پس، او همواره به عنوان تنها ایرانی‌ای که به معاونت سازمان یونسکو رسیده است، شناخته می‌شود. او طی چند سال پیش از مرگش، مصاحبه‌های گوناگونی با نشریات داخلی ایران داشت و سخنرانی‌هایی نیز در دانشگاه‌های ایران انجام داد. وی بارها به‌طور آزادانه به ایران سفر کرد.

#### جزئیات و علل بازداشت‌ها
پس از انقلاب اسلامی و در اوایل سال ۱۳۵۸ احسان نراقی توقیف و زندانی شد. با وساطت مرتضی مطهری و ضمانت استقلال فکری و سیاسی نراقی در رژیم گذشته، به زودی آزاد شد. احسان نراقی در کتاب خود که آن را در ایام اقامت در اروپا و به زبان انگلیسی منتشر نمود، از مطهری تکریم کرده است.
برای بار دوم، زمانیکه تمام امور مربوط به خروج از کشور را به اتمام رسانده بوده و با همکاری بنی‌صدر اجازه خروج را دریافت کرده بود، هنگام سوار شدن به هواپیما بازداشت و در زندان اوین زندانی شد. البته به جای زندان وی را در بهداری بیمارستان حبس نمودند. وی عامل اصلی بازداشت خود را در مرتبه دوم، ابراهیم یزدی می‌داند که در دولت بازرگان وزارت خارجه را بر عهده داشت و بعد از آن با حفظ روابطش با انقلابیون، خود را به عنوان رقیب اصلی بنی‌صدر مطرح کرده بود و از این می‌ترسید که مبادا نراقی سخنان شاه را در مورد وی یا از وابستگی تنگاتنگش با محافل آمریکایی سخنی به میان آورد.
احسان نراقی بعد از بیست روز حبس در بهداری زندان اوین، به بخش عمومی زندان منتقل گردید. بالاخره پس از تحمل چهار ماه و ده روز حبس از زندان آزاد شد. در کتاب از کاخ شاه تا زندان اوین یکی از اسناد و دلایل آزادی خویش را شنودهای ساواک و ضبط آن‌ها از جریان مکالمات و جلسات وی با شاه دانسته که عامل ارزشمندی برای دفاع وی در دادگاه انقلاب به‌شمار رفته و با توجه به آن قضات دریافته بودند که وی علی‌رغم داشتن مراودات زیاد با دربار، همواره استقلال فکری خویش را حفظ نموده و هیچ‌گاه به فرمان مطلق رژیم عمل نکرده است.
دادگاه علاوه بر حکم آزادی احسان نراقی، مجدداً رابطه وی را با دانشگاه برقرار نموده و دستور پرداخت پنج سال حقوق گذشتهٔ وی را نیز که توسط کمیته‌های انقلاب مسدود شده بود، صادر کرد.
بار سوم هم چند روز بعد از انفجار در دفتر حزب جمهوری اسلامی به اتهام همکاری با دفتر بنی‌صدر، در تیرماه ۱۳۶۰ بازداشت شد. پس از حدود ۱۵ ماه تحمل حبس از تمامی اتهامات از جمله همکاری با ساواک، ارتباط با [بنی‌صدر] و… تبرئه شد.

#### زندگی در غرب
احسان نراقی همکاری خود را با سازمان جهانی یونسکو از سال ۱۳۳۶ و در قالب فعالیت‌های پژوهشی آغاز نمود. ابتدا طرح استقرار مؤسسات علوم اجتماعی را در کشورهای خاورمیانه مورد بررسی قرار داد. پس از آن در سال ۱۳۴۶ گزارش فرار مغزها را در سطح جهانی برای سازمان ملل متحد و سازمان یونسکو به انجام رسانید. به دنبال انجام چنین همکاری بود که وی با پیشنهاد رنه مائو رئیس وقت یونسکو به عنوان اولین ایرانی، به ریاست بخش جوانان یونسکو انتخاب شد و مشغول به فعالیت گردید.
نراقی در مصاحبه ای اظهار داشت که در دوران زندگی در غرب دو بار نشان لژیون دونور را از رؤسای جمهور فرانسه شارل دوگل و فرانسوا میتران دریافت کرده بود.

### درگذشت
نراقی در روز ۱۲ آذر سال ۱۳۹۱ به علت کهولت سن در منزلش در تهران درگذشت. پیکر احسان نراقی علی‌رغم موافقت سرپرست معاونت امور فرهنگی وزارت ارشاد با خاکسپاری وی در قطعه نام‌آوران، به دلیل مخالفت رئیس شورای شهر تهران، در این قطعه به خاک سپرده نشد و در قطعه ۲۳۳ (عادی)، ردیف ۸۰ شماره ۵۰۱ دفن شد. ظاهراً احمد مسجدجامعی و معصومه ابتکار دو عضو شورای شهر تهران موافق خاکسپاری نراقی در قطعه نام‌آوران بودند؛ اما به دلیل مخالفت مهدی چمران رئیس شورای شهر تهران، مراسم خاکسپاری در این قطعه انجام نشد. البته خانواده احسان نراقی از علی اسماعیلی سرپرست وقت معاونت امور فرهنگی وزارت فرهنگ و ارشاد اسلامی برای خاکسپاری وی در قطعه نام‌آوران، موافقت لازم را اخذ کرده‌بودند.

## اندیشه
مروری بر آثار منتشرشده از سوی احسان نراقی، نشان می‌دهد که اندیشه‌های او برخاسته از نوعی عمل‌گرایی در چارچوب روش‌های غیرانقلابی است. نکتهٔ قابل تأمل در خصوص اندیشهٔ وی، اعتقاد به اصلاح‌پذیری رژیم گذشته است. احسان نراقی در مورد انقلاب اسلامی عقیده دارد که سه بانی و عامل داشته است. اول شاه که بسیاری از خطاهایش قابل‌اجتناب بود و اگر به گونه‌ای دیگر مسائل را می‌دید، می‌توانست مسائل را حل کند و با روحانیت رابطهٔ حسنه داشته باشد. درآمد نفت عقل شاه را از بین برده بود و فکر می‌کرد می‌تواند هر کاری بکند. دومین عامل انقلاب اسلامی را شخص جیمی کارتر رئیس‌جمهور وقت ایالات متحده می‌داند و حتی نگاه خمینی و مردم آن زمان ایران را به او ناحق می‌داند؛ زیرا وی در آن شرایط از کمک و حمایت رژیم پهلوی ممانعت کرد و بالاخره عامل سوم را ارادهٔ خمینی معرفی می‌کند؛ ولی در ادامه می‌گوید: «آقای خمینی در سقوط رژیم پهلوی نقش مهمی داشت؛ اما در ایجاد نظام نوین و جدید نتوانست آن نقش را ایفا کند».
وی برای اصلاح رژیم پهلوی هیچ وقت راه انقلابی را نمی‌پسندید. احسان نراقی خود در این زمینه چنین می‌گوید: «من هیچ وقت نه در گذشته و نه در حال حاضر، اعتقادی به روش‌های انقلابی نداشته‌ام. البته می‌دانستم که مثلاً انتخابات آزاد نیست و مایل بودم از راه مطالعه و تحقیق جدی کمک کنم تا رژیم یک حالت دموکراتیک پیدا کند. لااقل رهبران و مسئولان کشور از واقعیت‌ها اطلاع داشته باشند».

## بازنشر آثار
آثار فلسفی احسان نراقی توسط این سازمانها در ایران بازنشر شده است:
- بازنشر اثر احسان نراقی در سایت کنسرسیوم محتوای ملی[۲۳]
- بازنشر اثر احسان نراقی در سایت مؤسسه فرهنگی و اطلاع‌رسانی تبیان[۲۴]